# أزرق الميثيلين الجديد
أزرق الميثيلين الجديد (بالإنجليزية: New methylene blue)(أيضًا NMB ) هو مركب عضوي من فئة الثيازين من الدورات غير المتجانسة. يتم استخدامه كمادة وصمة عار وكعامل مضاد للميكروبات. وتصنف على أنها صبغة azine، و حامل اللون هو الموجبة وأنيون في كثير من الأحيان غير محدد. 

## التطبيقات
NMB هو عامل تلطيخ يستخدم في علم أمراض الخلايا التشخيصية وعلم أمراض الأنسجة ، عادةً لتلوين خلايا الدم الحمراء غير الناضجة . إنها صبغة فوق الحجاج supravital stain.  ترتبط ارتباطًا وثيقًا بأزرق الميثيلين ، وهي بقعة قديمة منتشرة على نطاق واسع.

## أمان
الميثيلين الأزرق الجديد سام. يجب تجنب ملامسة الجلد أو الاستنشاق.